# Aeroportul Prince Abdul Majeed bin Abdul Aziz Domestic
Aeroportul Prince Abdul Majeed bin Abdul Aziz Domestic (IATA: ULH, ICAO: OEAO) este un aeroport din Provincia Medina, Arabia Saudită ce deservește zona Al-Ula⁠(d). Aeroportul a fost tranzitat în 2021 de 78.337 de pasageri. A fost numit după Abdul Majeed bin Abdulaziz Al Saud⁠(d).
Situat la o altitudine de 624 m, aeroportul dispune de o singură pistă.